# 1711
Portal Geschichte | Portal Biografien | Aktuelle Ereignisse | Jahreskalender | Tagesartikel

◄ |
17. Jahrhundert |
18. Jahrhundert
| 19. Jahrhundert | ►

◄ |
1680er |
1690er |
1700er |
1710er
| 1720er | 1730er | 1740er | ►

◄◄ |
◄ |
1707 |
1708 |
1709 |
1710 |
1711
| 1712 | 1713 | 1714 | 1715 | ► | ►►
Staatsoberhäupter  · Nekrolog   · Musikjahr
| Januar | Januar | Januar | Januar | Januar | Januar | Januar | Januar |
| Kw     | Mo     | Di     | Mi     | Do     | Fr     | Sa     | So     |
| ------ | ------ | ------ | ------ | ------ | ------ | ------ | ------ |
| 1      |        |        |        | 1      | 2      | 3      | 4      |
| 2      | 5      | 6      | 7      | 8      | 9      | 10     | 11     |
| 3      | 12     | 13     | 14     | 15     | 16     | 17     | 18     |
| 4      | 19     | 20     | 21     | 22     | 23     | 24     | 25     |
| 5      | 26     | 27     | 28     | 29     | 30     | 31     |        |

| Februar | Februar | Februar | Februar | Februar | Februar | Februar | Februar |
| Kw      | Mo      | Di      | Mi      | Do      | Fr      | Sa      | So      |
| ------- | ------- | ------- | ------- | ------- | ------- | ------- | ------- |
| 5       |         |         |         |         |         |         | 1       |
| 6       | 2       | 3       | 4       | 5       | 6       | 7       | 8       |
| 7       | 9       | 10      | 11      | 12      | 13      | 14      | 15      |
| 8       | 16      | 17      | 18      | 19      | 20      | 21      | 22      |
| 9       | 23      | 24      | 25      | 26      | 27      | 28      |         |

| März | März | März | März | März | März | März | März |
| Kw   | Mo   | Di   | Mi   | Do   | Fr   | Sa   | So   |
| ---- | ---- | ---- | ---- | ---- | ---- | ---- | ---- |
| 9    |      |      |      |      |      |      | 1    |
| 10   | 2    | 3    | 4    | 5    | 6    | 7    | 8    |
| 11   | 9    | 10   | 11   | 12   | 13   | 14   | 15   |
| 12   | 16   | 17   | 18   | 19   | 20   | 21   | 22   |
| 13   | 23   | 24   | 25   | 26   | 27   | 28   | 29   |
| 14   | 30   | 31   |      |      |      |      |      |

| April | April | April | April | April | April | April | April |
| Kw    | Mo    | Di    | Mi    | Do    | Fr    | Sa    | So    |
| ----- | ----- | ----- | ----- | ----- | ----- | ----- | ----- |
| 14    |       |       | 1     | 2     | 3     | 4     | 5     |
| 15    | 6     | 7     | 8     | 9     | 10    | 11    | 12    |
| 16    | 13    | 14    | 15    | 16    | 17    | 18    | 19    |
| 17    | 20    | 21    | 22    | 23    | 24    | 25    | 26    |
| 18    | 27    | 28    | 29    | 30    |       |       |       |

| Mai | Mai | Mai | Mai | Mai | Mai | Mai | Mai |
| Kw  | Mo  | Di  | Mi  | Do  | Fr  | Sa  | So  |
| --- | --- | --- | --- | --- | --- | --- | --- |
| 18  |     |     |     |     | 1   | 2   | 3   |
| 19  | 4   | 5   | 6   | 7   | 8   | 9   | 10  |
| 20  | 11  | 12  | 13  | 14  | 15  | 16  | 17  |
| 21  | 18  | 19  | 20  | 21  | 22  | 23  | 24  |
| 22  | 25  | 26  | 27  | 28  | 29  | 30  | 31  |

| Juni | Juni | Juni | Juni | Juni | Juni | Juni | Juni |
| Kw   | Mo   | Di   | Mi   | Do   | Fr   | Sa   | So   |
| ---- | ---- | ---- | ---- | ---- | ---- | ---- | ---- |
| 23   | 1    | 2    | 3    | 4    | 5    | 6    | 7    |
| 24   | 8    | 9    | 10   | 11   | 12   | 13   | 14   |
| 25   | 15   | 16   | 17   | 18   | 19   | 20   | 21   |
| 26   | 22   | 23   | 24   | 25   | 26   | 27   | 28   |
| 27   | 29   | 30   |      |      |      |      |      |

| Juli | Juli | Juli | Juli | Juli | Juli | Juli | Juli |
| Kw   | Mo   | Di   | Mi   | Do   | Fr   | Sa   | So   |
| ---- | ---- | ---- | ---- | ---- | ---- | ---- | ---- |
| 27   |      |      | 1    | 2    | 3    | 4    | 5    |
| 28   | 6    | 7    | 8    | 9    | 10   | 11   | 12   |
| 29   | 13   | 14   | 15   | 16   | 17   | 18   | 19   |
| 30   | 20   | 21   | 22   | 23   | 24   | 25   | 26   |
| 31   | 27   | 28   | 29   | 30   | 31   |      |      |

| August | August | August | August | August | August | August | August |
| Kw     | Mo     | Di     | Mi     | Do     | Fr     | Sa     | So     |
| ------ | ------ | ------ | ------ | ------ | ------ | ------ | ------ |
| 31     |        |        |        |        |        | 1      | 2      |
| 32     | 3      | 4      | 5      | 6      | 7      | 8      | 9      |
| 33     | 10     | 11     | 12     | 13     | 14     | 15     | 16     |
| 34     | 17     | 18     | 19     | 20     | 21     | 22     | 23     |
| 35     | 24     | 25     | 26     | 27     | 28     | 29     | 30     |
| 36     | 31     |        |        |        |        |        |        |

| September | September | September | September | September | September | September | September |
| Kw        | Mo        | Di        | Mi        | Do        | Fr        | Sa        | So        |
| --------- | --------- | --------- | --------- | --------- | --------- | --------- | --------- |
| 36        |           | 1         | 2         | 3         | 4         | 5         | 6         |
| 37        | 7         | 8         | 9         | 10        | 11        | 12        | 13        |
| 38        | 14        | 15        | 16        | 17        | 18        | 19        | 20        |
| 39        | 21        | 22        | 23        | 24        | 25        | 26        | 27        |
| 40        | 28        | 29        | 30        |           |           |           |           |

| Oktober | Oktober | Oktober | Oktober | Oktober | Oktober | Oktober | Oktober |
| Kw      | Mo      | Di      | Mi      | Do      | Fr      | Sa      | So      |
| ------- | ------- | ------- | ------- | ------- | ------- | ------- | ------- |
| 40      |         |         |         | 1       | 2       | 3       | 4       |
| 41      | 5       | 6       | 7       | 8       | 9       | 10      | 11      |
| 42      | 12      | 13      | 14      | 15      | 16      | 17      | 18      |
| 43      | 19      | 20      | 21      | 22      | 23      | 24      | 25      |
| 44      | 26      | 27      | 28      | 29      | 30      | 31      |         |

| November | November | November | November | November | November | November | November |
| Kw       | Mo       | Di       | Mi       | Do       | Fr       | Sa       | So       |
| -------- | -------- | -------- | -------- | -------- | -------- | -------- | -------- |
| 44       |          |          |          |          |          |          | 1        |
| 45       | 2        | 3        | 4        | 5        | 6        | 7        | 8        |
| 46       | 9        | 10       | 11       | 12       | 13       | 14       | 15       |
| 47       | 16       | 17       | 18       | 19       | 20       | 21       | 22       |
| 48       | 23       | 24       | 25       | 26       | 27       | 28       | 29       |
| 49       | 30       |          |          |          |          |          |          |

| Dezember | Dezember | Dezember | Dezember | Dezember | Dezember | Dezember | Dezember |
| Kw       | Mo       | Di       | Mi       | Do       | Fr       | Sa       | So       |
| -------- | -------- | -------- | -------- | -------- | -------- | -------- | -------- |
| 49       |          | 1        | 2        | 3        | 4        | 5        | 6        |
| 50       | 7        | 8        | 9        | 10       | 11       | 12       | 13       |
| 51       | 14       | 15       | 16       | 17       | 18       | 19       | 20       |
| 52       | 21       | 22       | 23       | 24       | 25       | 26       | 27       |
| 53       | 28       | 29       | 30       | 31       |          |          |          |

| Januar | Januar | Januar | Januar | Januar | Januar | Januar | Januar |
| Kw     | Mo     | Di     | Mi     | Do     | Fr     | Sa     | So     |
| ------ | ------ | ------ | ------ | ------ | ------ | ------ | ------ |
| 1      |        |        |        | 1      | 2      | 3      | 4      |
| 2      | 5      | 6      | 7      | 8      | 9      | 10     | 11     |
| 3      | 12     | 13     | 14     | 15     | 16     | 17     | 18     |
| 4      | 19     | 20     | 21     | 22     | 23     | 24     | 25     |
| 5      | 26     | 27     | 28     | 29     | 30     | 31     |        |

| Februar | Februar | Februar | Februar | Februar | Februar | Februar | Februar |
| Kw      | Mo      | Di      | Mi      | Do      | Fr      | Sa      | So      |
| ------- | ------- | ------- | ------- | ------- | ------- | ------- | ------- |
| 5       |         |         |         |         |         |         | 1       |
| 6       | 2       | 3       | 4       | 5       | 6       | 7       | 8       |
| 7       | 9       | 10      | 11      | 12      | 13      | 14      | 15      |
| 8       | 16      | 17      | 18      | 19      | 20      | 21      | 22      |
| 9       | 23      | 24      | 25      | 26      | 27      | 28      |         |

| März | März | März | März | März | März | März | März |
| Kw   | Mo   | Di   | Mi   | Do   | Fr   | Sa   | So   |
| ---- | ---- | ---- | ---- | ---- | ---- | ---- | ---- |
| 9    |      |      |      |      |      |      | 1    |
| 10   | 2    | 3    | 4    | 5    | 6    | 7    | 8    |
| 11   | 9    | 10   | 11   | 12   | 13   | 14   | 15   |
| 12   | 16   | 17   | 18   | 19   | 20   | 21   | 22   |
| 13   | 23   | 24   | 25   | 26   | 27   | 28   | 29   |
| 14   | 30   | 31   |      |      |      |      |      |

| April | April | April | April | April | April | April | April |
| Kw    | Mo    | Di    | Mi    | Do    | Fr    | Sa    | So    |
| ----- | ----- | ----- | ----- | ----- | ----- | ----- | ----- |
| 14    |       |       | 1     | 2     | 3     | 4     | 5     |
| 15    | 6     | 7     | 8     | 9     | 10    | 11    | 12    |
| 16    | 13    | 14    | 15    | 16    | 17    | 18    | 19    |
| 17    | 20    | 21    | 22    | 23    | 24    | 25    | 26    |
| 18    | 27    | 28    | 29    | 30    |       |       |       |

| Mai | Mai | Mai | Mai | Mai | Mai | Mai | Mai |
| Kw  | Mo  | Di  | Mi  | Do  | Fr  | Sa  | So  |
| --- | --- | --- | --- | --- | --- | --- | --- |
| 18  |     |     |     |     | 1   | 2   | 3   |
| 19  | 4   | 5   | 6   | 7   | 8   | 9   | 10  |
| 20  | 11  | 12  | 13  | 14  | 15  | 16  | 17  |
| 21  | 18  | 19  | 20  | 21  | 22  | 23  | 24  |
| 22  | 25  | 26  | 27  | 28  | 29  | 30  | 31  |

| Juni | Juni | Juni | Juni | Juni | Juni | Juni | Juni |
| Kw   | Mo   | Di   | Mi   | Do   | Fr   | Sa   | So   |
| ---- | ---- | ---- | ---- | ---- | ---- | ---- | ---- |
| 23   | 1    | 2    | 3    | 4    | 5    | 6    | 7    |
| 24   | 8    | 9    | 10   | 11   | 12   | 13   | 14   |
| 25   | 15   | 16   | 17   | 18   | 19   | 20   | 21   |
| 26   | 22   | 23   | 24   | 25   | 26   | 27   | 28   |
| 27   | 29   | 30   |      |      |      |      |      |

| Juli | Juli | Juli | Juli | Juli | Juli | Juli | Juli |
| Kw   | Mo   | Di   | Mi   | Do   | Fr   | Sa   | So   |
| ---- | ---- | ---- | ---- | ---- | ---- | ---- | ---- |
| 27   |      |      | 1    | 2    | 3    | 4    | 5    |
| 28   | 6    | 7    | 8    | 9    | 10   | 11   | 12   |
| 29   | 13   | 14   | 15   | 16   | 17   | 18   | 19   |
| 30   | 20   | 21   | 22   | 23   | 24   | 25   | 26   |
| 31   | 27   | 28   | 29   | 30   | 31   |      |      |

| August | August | August | August | August | August | August | August |
| Kw     | Mo     | Di     | Mi     | Do     | Fr     | Sa     | So     |
| ------ | ------ | ------ | ------ | ------ | ------ | ------ | ------ |
| 31     |        |        |        |        |        | 1      | 2      |
| 32     | 3      | 4      | 5      | 6      | 7      | 8      | 9      |
| 33     | 10     | 11     | 12     | 13     | 14     | 15     | 16     |
| 34     | 17     | 18     | 19     | 20     | 21     | 22     | 23     |
| 35     | 24     | 25     | 26     | 27     | 28     | 29     | 30     |
| 36     | 31     |        |        |        |        |        |        |

| September | September | September | September | September | September | September | September |
| Kw        | Mo        | Di        | Mi        | Do        | Fr        | Sa        | So        |
| --------- | --------- | --------- | --------- | --------- | --------- | --------- | --------- |
| 36        |           | 1         | 2         | 3         | 4         | 5         | 6         |
| 37        | 7         | 8         | 9         | 10        | 11        | 12        | 13        |
| 38        | 14        | 15        | 16        | 17        | 18        | 19        | 20        |
| 39        | 21        | 22        | 23        | 24        | 25        | 26        | 27        |
| 40        | 28        | 29        | 30        |           |           |           |           |

| Oktober | Oktober | Oktober | Oktober | Oktober | Oktober | Oktober | Oktober |
| Kw      | Mo      | Di      | Mi      | Do      | Fr      | Sa      | So      |
| ------- | ------- | ------- | ------- | ------- | ------- | ------- | ------- |
| 40      |         |         |         | 1       | 2       | 3       | 4       |
| 41      | 5       | 6       | 7       | 8       | 9       | 10      | 11      |
| 42      | 12      | 13      | 14      | 15      | 16      | 17      | 18      |
| 43      | 19      | 20      | 21      | 22      | 23      | 24      | 25      |
| 44      | 26      | 27      | 28      | 29      | 30      | 31      |         |

| November | November | November | November | November | November | November | November |
| Kw       | Mo       | Di       | Mi       | Do       | Fr       | Sa       | So       |
| -------- | -------- | -------- | -------- | -------- | -------- | -------- | -------- |
| 44       |          |          |          |          |          |          | 1        |
| 45       | 2        | 3        | 4        | 5        | 6        | 7        | 8        |
| 46       | 9        | 10       | 11       | 12       | 13       | 14       | 15       |
| 47       | 16       | 17       | 18       | 19       | 20       | 21       | 22       |
| 48       | 23       | 24       | 25       | 26       | 27       | 28       | 29       |
| 49       | 30       |          |          |          |          |          |          |

| Dezember | Dezember | Dezember | Dezember | Dezember | Dezember | Dezember | Dezember |
| Kw       | Mo       | Di       | Mi       | Do       | Fr       | Sa       | So       |
| -------- | -------- | -------- | -------- | -------- | -------- | -------- | -------- |
| 49       |          | 1        | 2        | 3        | 4        | 5        | 6        |
| 50       | 7        | 8        | 9        | 10       | 11       | 12       | 13       |
| 51       | 14       | 15       | 16       | 17       | 18       | 19       | 20       |
| 52       | 21       | 22       | 23       | 24       | 25       | 26       | 27       |
| 53       | 28       | 29       | 30       | 31       |          |          |          |

## Ereignisse

### Politik und Weltgeschehen

#### Großer Nordischer Krieg

##### Russisch-Osmanischer Krieg
- Januar: Der Khan der Krim-Tataren, Devlet II. Giray, überfällt die Ukraine mit über 80.000 Tartaren, unterstützt von 10.000 pro-schwedischen ukrainischen Kosaken, mehr als 4.000 Polen und 700 Schweden. Nach anfänglichen Vorstößen werden die Truppen des Khans im März von russischen und russenfreundlichen Kosakentruppen zur Krim zurückgetrieben.

Pruthfeldzug Peters des Großen

- 25. Februar: Zar Peter I. erklärt in der Uspenski-Kathedrale im Moskauer Kreml den Krieg gegen das Osmanische Reich. Am 8. März erreicht ihn die Kriegserklärung von Sultan Ahmed III. Peter geht daraufhin in die Offensive und fällt den Dnjestr überquerend im Osmanischen Reich ein. Der Pruthfeldzug beginnt.
- 13. April: Russland und das Fürstentum Moldau unterzeichnen einen geheimen Vertrag, in dem der moldauische Fürst Dimitrie Cantemir sein Land zum Vasallenstaat Russlands erklärt. Russland garantiert dem Fürsten dafür das Recht, seinen Thronfolger zu bestimmen.
- 5. Juli: Die russische Armee erreicht Jassy.
- 14. Juli: Die osmanische Festung Brailov im heutigen Rumänien kapituliert vor der russischen Armee unter General Carl Ewald von Rönne. Zwei Tage später verordnet Zar Peter I. die Rückgabe der Festung an das Osmanische Reich.
- 19. Juli: Groswesir Baltaji Mehmed Pascha gelingt es bei Huși am Pruth, die russische Armee hoffnungslos einzukesseln.
- 19. bis 21. Juli: Die Niederlage in der Schlacht von Stănileşti am Pruth der Russen und der mit ihnen verbündeten Moldauer gegen die Türken leitet das Ende der kurzen Herrschaft des moldauischen Fürsten Dimitrie Cantemir ein. Großwesir Baltaji Mehmed Pascha akzeptiert auf Vermittlung von Peters Gattin Katharina Alexejewna Generalfeldmarschall Boris Scheremetews Angebot des Waffenstillstands und den Beginn von Verhandlungen.
- 23. Juli: Der Frieden vom Pruth beendet den 3. russischen Türkenkrieg. Der Vertrag erlaubt Zar Peter den friedlichen Abzug aus Moldau, dafür gibt der Zar die vor kurzem eroberte Stadt Azow zurück und zerstört die neu erbauten Festungen. Der Vertrag verbietet dem Zaren auch, sich in polnische Angelegenheiten einzumischen, und verpflichtet ihn, sicheres Geleit für den schwedischen König Karl XII. auf seinem Rückweg nach Schweden zu gewähren. Dieser bleibt aber vorläufig weiterhin im Osmanischen Reich.

##### Der Krieg im Ostseeraum

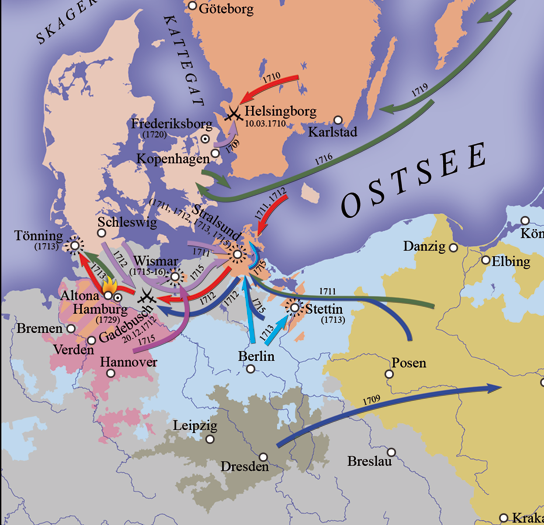
Der Krieg im Ostseeraum 1709–21

- 29. August: Erstmals dringen dänische Truppen unter dem Kommando König Friedrichs IV. von Mecklenburg aus bei Damgarten in Schwedisch-Pommern ein. Die Schweden haben hier nur 8.000 Mann unter Oberst Karl Gustav Düker stehen. Zu den Dänen stoßen Anfang September russische und sächsische Truppen aus Polen. Sie sind durch die Neumark und die Uckermark gekommen und vereinigten sich bald darauf mit dem dänischen Heer. Damit gehen die Mitglieder der Nordallianz zum ersten Mal in all den Jahren des Krieges in einer gemeinsamen Operation vor.
- 7. September: Die Belagerung von Stralsund durch die verbündeten Heere beginnt, der weitere Belagerungen in den Folgejahren folgen.
- 4. Dezember: Das Gefecht bei Lübow zwischen dänischen und schwedischen Truppen endet mit einem dänischen Sieg, der aber weitgehend folgenlos bleibt.
- 8. Dezember: 6.000 Schweden landen zur Unterstützung Stralsunds auf Rügen.
- 29. Dezember: Dänische Einheiten beginnen mit einem Bombardement von Wismar, können die Stadt jedoch nicht erobern.

#### Weitere Ereignisse in Russland / Kurland / Kursachsen
- 21. Januar: Kurz nach seiner Hochzeit mit der russischen Prinzessin Anna Iwanowna stirbt Friedrich Wilhelm Kettler, Herzog von Kurland und Semgallen, an einer Krankheit. Trotz der Ansprüche seiner Witwe übernimmt sein Onkel Ferdinand Kettler die Regierung im Herzogtum. Der letzte Herzog aus der Dynastie Kettler befindet sich allerdings im Exil in Danzig und kehrt auch nach der Machtübernahme nicht nach Kurland zurück.
- 22. Februar: Petrinische Reformen: Mit einem Ukas Zar Peters I. wird der Regierende Senat, die oberste Reichsbehörde in Russland und für die innere Verwaltung und die Justiz geschaffen und neun Männer zu Senatoren ernannt.
- 17. März: Peter I. erklärt Katharina Alexejewna zu seiner rechtmäßigen Ehefrau und Zariza.
- 25. Oktober: Der russische Zarewitsch Alexei heiratet Charlotte Christine von Braunschweig-Wolfenbüttel. Die Zeremonie findet in Torgau an der Elbe am Hof der sächsischen Kurfürstin Christiane Eberhardine statt.

#### Heiliges Römisches Reich / Habsburgerreich
- 6. Januar: Karl III. Joseph von Lothringen wird Erzbischof von Trier und damit gleichzeitig Kurfürst. Er folgt dem verstorbenen Johann Hugo von Orsbeck.
- 17. April: Kaiser Joseph I. stirbt ohne männlichen Erben in Wien an den Pocken. Sein Bruder Karl VI. wird damit zu seinem Nachfolger, zunächst in den habsburgischen Erblanden als König von Königreich Ungarn, Kroatien und Böhmen. Die Aussicht, dass Karl seinem Bruder auch als Kaiser des Heiligen Römischen Reichs nachfolgt, ist einer der Ursachen für den Rückzug Großbritanniens aus dem Spanischen Erbfolgekrieg.

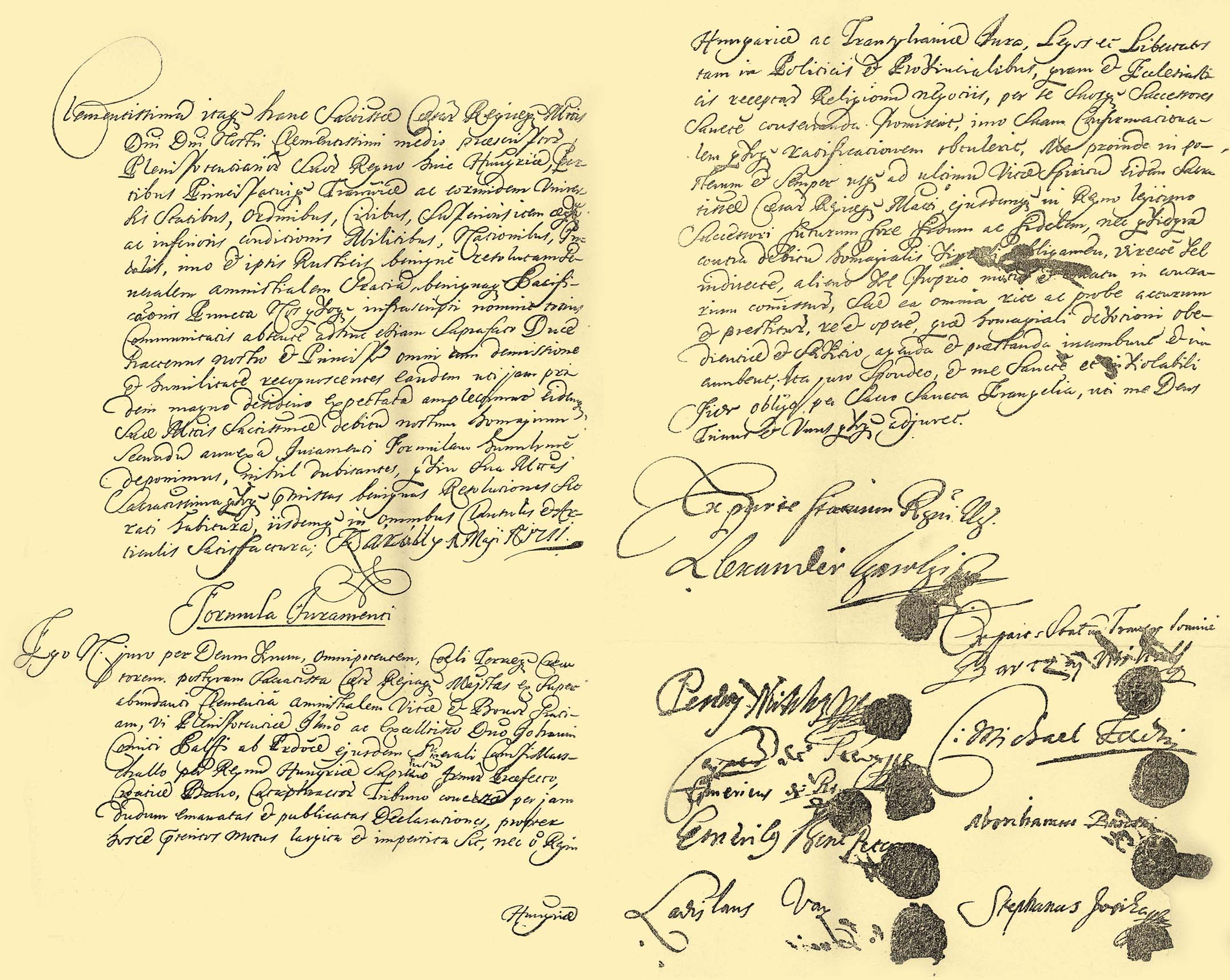
Originalurkunde des Friedens von Sathmar

- 29. April: Der Friede von Sathmar beendet den Aufstand von Franz II. Rákóczi im Königreich Ungarn und in Siebenbürgen. Alle Aufständischen erhalten eine Amnestie. Die feierliche Unterzeichnung erfolgt am 1. Mai. 12.000 Kuruzen legen daraufhin ihre Waffen nieder und schwören vor Palatin Johann Pálffy den Treueeid auf den König. Die letzte aufständische Festung wird am 23. Juni erobert. Franz II. Rákóczi akzeptiert die Friedensbedingungen nicht und geht stattdessen nach Polen.

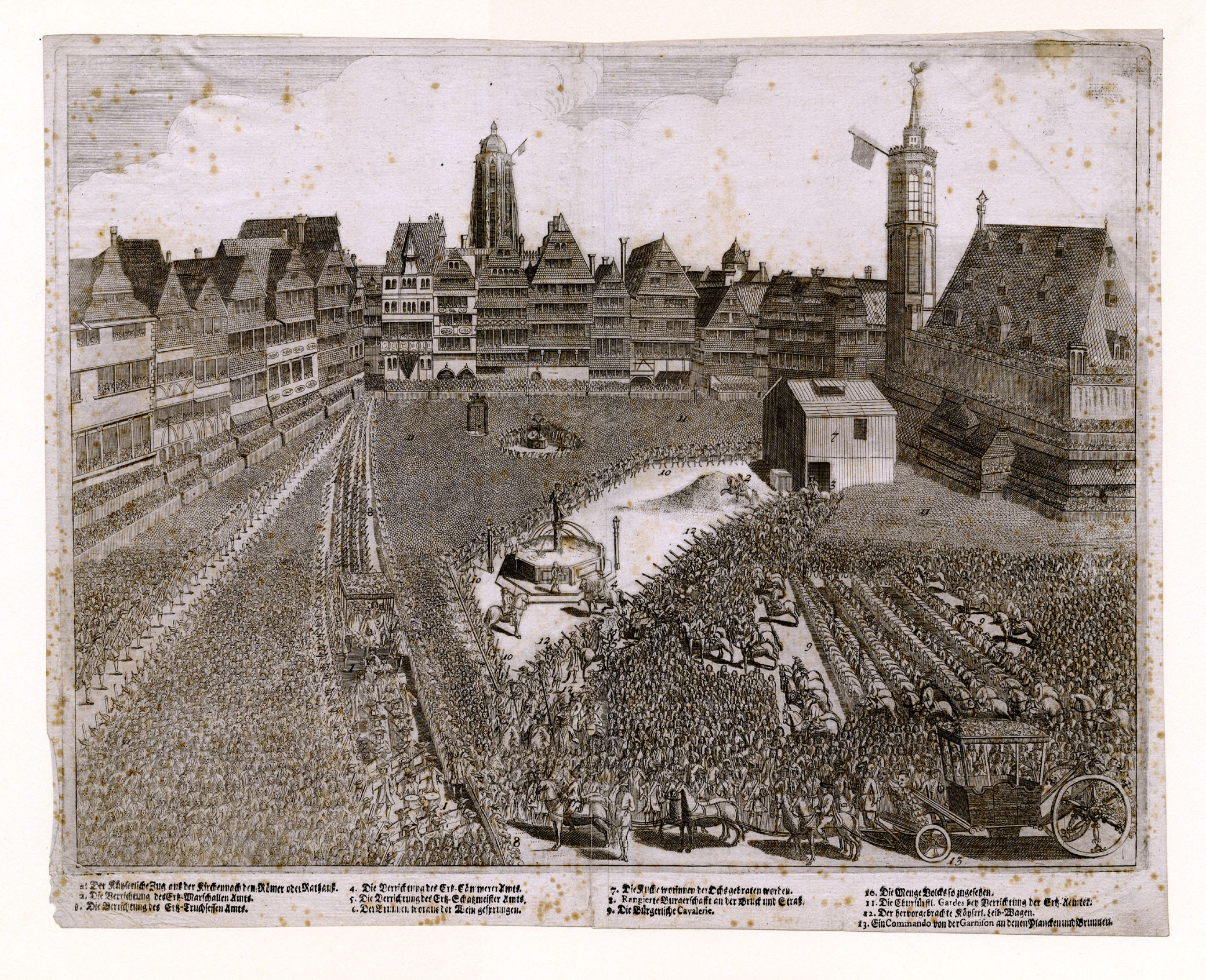
Krönungsfeier in Frankfurt am Main

- 12. Oktober: Karl VI. wird in Frankfurt am Main zum deutschen Kaiser gewählt. Am 22. Dezember wird er ebenfalls in Frankfurt am Main gekrönt.

#### Weitere Ereignisse in Europa
- 21. Januar: Nach dem Tod von Herzog Friedrich Wilhelm Kettler fungiert seine Witwe Anna als – allerdings nicht unbestrittene – Kurland und Semgallen.
- 29. Mai: Königin Anne erhebt Robert Harley, 1. Earl of Oxford and Mortimer, zum Lord High Treasurer.
- Das Herzogtum Modena erwirbt durch Kauf das Herzogtum Mirandola.

#### Nordamerika
- April: Von verschiedenen südenglischen Häfen aus stechen zahlreiche Schiffe in See, um die britischen Kolonien im Queen Anne’s War, dem nordamerikanischen Teil des Spanischen Erbfolgekriegs, zu unterstützen.
- 30. Juli: Eine Expedition bestehend aus verschiedenen britischen und kolonialen Schiffen, darunter neun Kriegsschiffe, zwei Bombarden sowie 60 Transport- und Versorgungsschiffe mit 7.500 Soldaten und etwa 6.000 Seeleuten segelt aus Boston los. Geplant ist ein Angriff auf Québec, die Hauptstadt Neufrankreichs.
- 22. August: Die Québec-Expedition muss abgebrochen werden, nachdem im Sankt-Lorenz-Strom acht Truppentransporter aufgrund schlechten Wetters und mangelhafter Kenntnisse des Fahrwassers kentern und 890 Soldaten und Seeleute ertrinken.
- 12. bis 22. September: Piraten im Dienste Frankreichs erobern in der Schlacht von Rio de Janeiro unter ihrem Anführer René Duguay-Trouin die reiche portugiesische Festung und Hafenstadt Rio de Janeiro in Brasilien. Die im Hafen liegende portugiesische Flotte wird zerstört. Den Franzosen fallen die Jahreseinnahmen der gesamten Kolonie Brasilien in die Hände. Erst nach Meldungen über eine anrückende portugiesische Verstärkung zu Land und britische Unterstützung zur See sowie der Zahlung eines Lösegelds segelt Duguay-Trouins Flotte mit zahlreichen erbeuteten Handelsschiffen unbeschadet nach Brest zurück.
- 22. September: Der Indianerstamm der Tuscarora beginnt einen Krieg gegen europäische Siedler in North Carolina, der sich über mehr als drei Jahre hinziehen wird.
- Die Stadt Beaufort wird als zweite größere Siedlung nach Charleston in der Province of South Carolina gegründet.

#### Nordafrika
- Der Offizier Ahmad Qaramanli übernimmt die Macht in Tripolis, wobei er die Oberhoheit des Osmanischen Reichs formal zwar anerkennt, aber de facto völlig unabhängig regiert. Der Barbareskenstaat wird eine Hochburg der Barbaresken-Korsaren.

#### Asien
- 15. Oktober: Sultan ibn Saif II. tritt die Nachfolge seines verstorbenen Vaters Saif ibn Sultan I. als Imam von Oman aus der Yaruba-Dynastie an. Er stellt zunächst die omanischen Angriffe auf die britische und holländische Handelsschifffahrt ein, die noch unter seinem Vater eingesetzt haben. Damit sollen Gegenangriffe Großbritanniens und der Niederlande auf den omanischen Handel vermieden werden. Oman greift in der Folgezeit nur noch portugiesische und persische Schiffe an.
- Wachtang VI. wird König von Georgien unter der Oberhoheit der persischen Dynastie der Safawiden.

### Wirtschaft

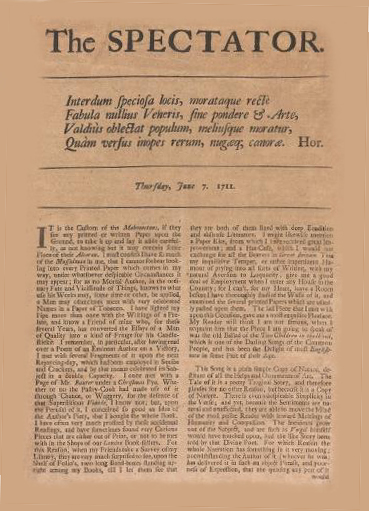
The Spectator vom 7. Juni 1711

- 1. März: Eine der frühmodernen Zeitungen, The Spectator, gegründet von Joseph Addison und Richard Steele, erscheint mit der Erstausgabe in London. Die Vorgängerzeitschrift Tatler der gleichen Herausgeber hat am 2. Januar sein Erscheinen eingestellt.

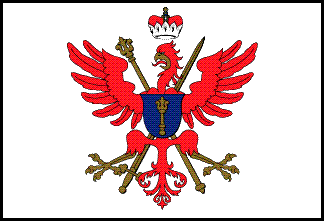
Flagge der BAC

- Durch Übernahme der Handelskompanie in staatlichen Besitz durch den König Friedrich I., hört nach fast dreißig Jahren die Brandenburgisch-Afrikanische Compagnie auf zu bestehen. In den nächsten zwei Jahrzehnten konzentriert sich der nachfolgende preußische König nur noch auf die Liquidation der Besitztümer und des Inventars der Kompanie.
- Die South Sea Company in London wird gegründet.
- In Sankt Petersburg wird der erste Abschnitt der späteren Prachtstraße Newski-Prospekt vom Alexander-Newski-Kloster zur Nowgoroder Handelsstraße verlegt.

### Wissenschaft und Technik
- 19. Januar: Die Königlich Preußische Sozietät der Wissenschaften übergibt auf ihrer ersten feierlichen Versammlung die fertiggestellte Berliner Sternwarte.
- Auf der Suche nach Gold entdeckt der griechische Arzt Eirini d’Eirinis in Val de Travers das Asphaltvorkommen La Presta, das als erstes in Europa ab 1714 für medizinische Zwecke genutzt wird.
- Der Speyerer Kaufmann Johann Seeger Ruland (wieder-)entdeckt in einem aufgelassenen Weinberg die Rebsorte Grauburgunder/Ruländer.

### Kultur
- 9. Februar: Die Uraufführung der Oper Henrico IV. von Johann Mattheson findet in Hamburg statt.
- 24. Februar: Am Londoner Queen's Theatre wird Georg Friedrich Händels Erstfassung der Oper Rinaldo mit außerordentlichem Erfolg uraufgeführt. Das Libretto von Aaron Hill basiert auf Torquato Tassos Epos La Gerusalemme Liberata (Das befreite Jerusalem).
- Oktober: Antonio Vivaldi veröffentlicht beim Verlag von Estienne Roger in Amsterdam den Konzertzyklus L’Estro Armonico, eine Sammlung von zwölf Konzerten für Violinen und Streichorchester. Schon kurze Zeit später wird die Sammlung in London und Paris nachgedruckt.

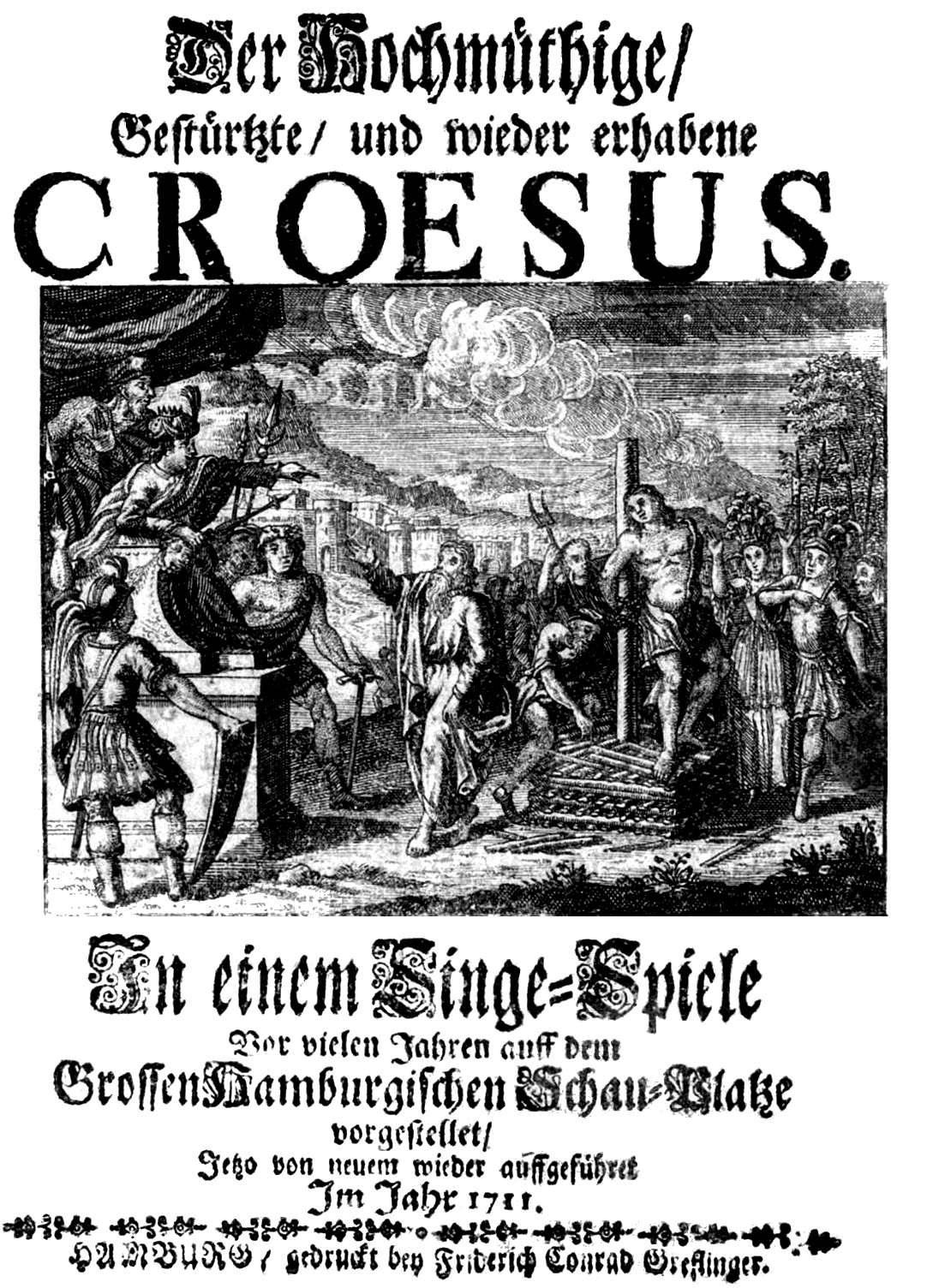
Croesus – Titelblatt des Librettos von 1711

- Die Erstfassung der Oper Croesus von Reinhard Keiser auf das Libretto von Lucas von Bostel hat ihre Uraufführung in der Oper am Gänsemarkt in Hamburg.
- Alexander Pope veröffentlicht sein erstes größeres Gedicht An Essay on Criticism.
- In Sankt Petersburg wird der erste Winterpalast errichtet.

### Religion
- Das Kloster Kimbarowka im heutigen Weißrussland wird gegründet.

### Katastrophen
- 14. Januar: Der Große Judenbrand in der Frankfurter Judengasse ist eine der schlimmsten Brandkatastrophen in der Geschichte von Frankfurt am Main. Vier Menschen kommen ums Leben, das gesamte Ghetto brennt nieder. Durch günstigen Wind bleiben die umliegenden Viertel der Stadt verschont. Rabbi Naphtali Cohen, in dessen Haus der Brand ausgebrochen ist, wird für die Katastrophe verantwortlich gemacht. Am 21. März wird seine Unschuld erwiesen, doch er verliert das Vertrauen der jüdischen Gemeinde.
- Nach dem Ende der Großen Pest in Ostpreußen initiiert König Friedrich I. das Rétablissement des von der Seuche verwüsteten Landes. Die Pest hat in zwei Jahren rund 240.000 Menschenleben gefordert. Der Wiederaufbau wird durch Ansiedlung von Kolonisten aus Litauen, der Schweiz und verschiedenen deutschen Ländern vorangetrieben.

## Geboren

### Erstes Halbjahr
- 01. Januar: Franz Freiherr von der Trenck, österreichischer Offizier und Freischärler († 1749)
- 12. Januar: Gaetano Latilla, italienischer Komponist († 1788)
- 15. Januar: Sidonia Hedwig Zäunemann, deutsche Dichterin († 1740)
- 22. Januar: Johann Philipp Fabrizius, deutscher evangelischer Missionar, lutherischer Pastor und Bibelübersetzer († 1791)
- 30. Januar: Abraham Roentgen, deutscher Kunst- und Möbelschreiner († 1793)
- 02. Februar: Wenzel Anton Kaunitz, österreichischer Politiker († 1794)
- 03. Februar: Omar Ali Saifuddin I., Sultan von Brunei († 1795)
- 11. Februar: Johann Heumann von Teutschenbrunn, Begründer der wissenschaftlichen Diplomatik (Urkundenlehre) († 1760)
- 27. Februar: Constantin Mavrocordat, Fürst der Walachei und Fürst von Moldau († 1769)
- 28. Februar: Adam Friedrich von Arnstedt, preußischer Oberst († 1778)
- 05. März: Carl Gustaf Pilo, schwedisch-dänischer Porträtmaler († 1793)
- 15. April: Stefano Evodio Assemani, arabischer Orientalist († 1782)
- 22. April: Paul II. Anton Esterházy de Galantha, kaiserlicher Feldmarschall († 1762)
- 25. April: Marie Antoinette von Ahlefeldt, deutsche Reichsgräfin und Priorin des Klosters Uetersen († 1764)
- 26. April: Jeanne-Marie Leprince de Beaumont, französische Schriftstellerin († 1780)

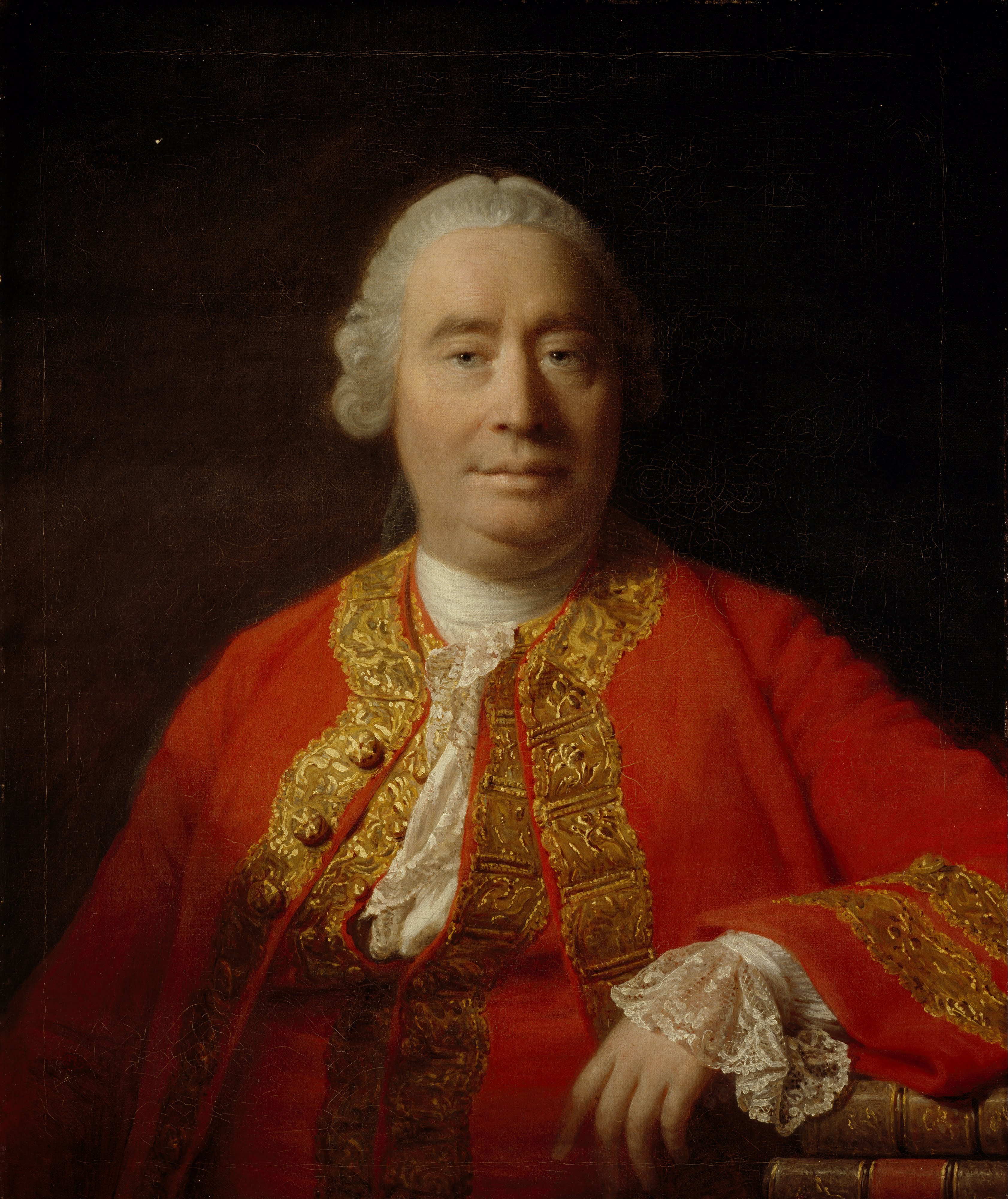
David Hume, 1766

- 07. Mai: David Hume, schottischer Philosoph und Historiker († 1776)
- 10. Mai: Friedrich III., Markgraf von Brandenburg-Bayreuth († 1763)
- 13. Mai: Quirin Mickl, Abt des Klosters Hohenfurt († 1767)
- 17. Mai: Agustín de Jáuregui, spanischer Offizier, Gouverneur von Chile und Vizekönig von Peru († 1784)
- 18. Mai: Rugjer Josip Bošković, Mathematiker und Astronom († 1787)
- 23. Mai: Ablay Abilmansur Khan, kasachischer Khan († 1781)
- 23. Mai: Ulla Tessin, schwedischer Hofdame, Oberhofmeisterin und Gräfin († 1768)
- 24. Mai: Peter Karl Christoph von Keith, Leibpage des späteren Königs Friedrich des Großen († 1756)
- 05. Juni: Ludwig Ernst von Benkendorf, sächsischer Reitergeneral († 1801)
- 10. Juni: Amelia Sophie Eleonore, britische Prinzessin († 1786)

### Zweites Halbjahr
- 22. Juli: Georg Wilhelm Richmann, deutscher Physiker († 1753)
- 12. August: Johann Stapf, süddeutscher Bildhauer und Bausachverständiger († 1785)
- 16. August: Johann Ludwig Seekatz, deutscher Maler († 1783)
- 22. August: Heinrich von Bibra, Fürstbischof des Hochstift Fulda († 1788)
- 28. August: Lorenz Adam Bartenstein, deutscher evangelischer Geistlicher, Pädagoge und Schulleiter († 1796)
- 30. August: Edward Boscawen, britischer Admiral († 1761)
- 01. September: Wilhelm IV., Fürst zu Nassau († 1751)
- 02. September: Noël Hallé, französischer Maler und Schriftsteller († 1781)
- 03. September: Anton Ignaz von Fugger-Glött, Domherr in Köln († 1787)
- 04. September: Alexandre Guy Pingré, französischer Astronom († 1796)
- 06. September: Henry Melchior Mühlenberg, Begründer der lutherischen Kirche in den USA († 1787)
- 09. September: Thomas Hutchinson, letzter ziviler Gouverneur der Province of Massachusetts Bay († 1780)
- 15. September: Heinrich IX., Graf Reuß zu Köstritz († 1780)
- 20. September: Friedrich August, Fürstbischof von Lübeck und Herzog von Oldenburg († 1785)
- 25. September: Qianlong, Kaiser von China († 1799)
- 15. Oktober: Elisabeth Therese von Lothringen, Königin von Sardinien († 1741)
- 29. Oktober: Laura Bassi, italienische Philosophin, erste Professorin Europas (für Physik) († 1778)
- 05. November: Kitty Clive, englische Schauspielerin, Sopranistin und Autorin († 1785)
- 11. November: Stepan Petrowitsch Krascheninnikow, russischer Entdecker und Geograph († 1755)
- 18. November: Franz Töpsl, deutscher Theologe († 1796)

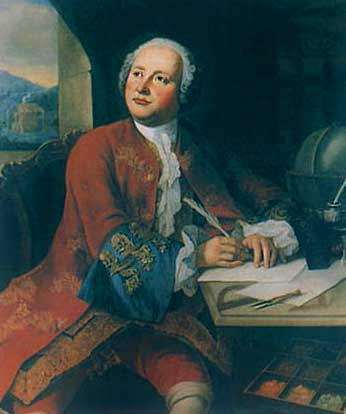
Michail Lomonossow

- 19. November: Michail Wassiljewitsch Lomonossow, russischer Universalgelehrter, Schriftsteller, Sprachwissenschaftler und Historiker, Chemiker und Astronom († 1765)
- 04. Dezember: Maria Barbara de Bragança, Königin von Spanien († 1758)
- 08. Dezember: Marie Françoise Catherine de Beauvau-Craon, offizielle Mätresse von Stanislaus I. Leszczyński, Herzog von Lothringen und Bar am Hof von Lunéville († 1786)
- 25. Dezember: Caspar Jakob Huth, deutscher evangelischer Theologe und Hochschullehrer († 1760)
- 25. Dezember: Jean Cassanéa de Mondonville, französischer Violinvirtuose und Komponist († 1772)
- 27. Dezember: Johann Dietrich Winckler, deutscher lutherischer Theologe († 1784)

### Genaues Geburtsdatum unbekannt
- Daniel Gottlieb Andreae, preußischer Beamter († 1778)
- William Cadogan, englischer Arzt († 1797)
- Panna Czinka, ungarische Violinistin/Romamusikerin († 1772)

### Geboren um 1711
- 1711/1712: Teresa Margarida da Silva e Orta, brasilianische Schriftstellerin († 1792)
- 1711/1717: Giuseppe Zocchi, Florentiner Maler und Zeichner († 1767)

## Gestorben

### Januar bis April
- 02. Januar: Ludwig Gebhard von Hoym, königlich-polnischer und kurfürstlich-sächsischer wirklicher Geheimer Rat, Bergrat, Kammerpräsident und Obersteuereinnehmer im Thüringischen Kreis (* 1631)
- 06. Januar: Philipp van Almonde, niederländischer Vizeadmiral (* 1644)
- 06. Januar: Johann Hugo von Orsbeck, Bischof von Speyer, Erzbischof und Kurfürst von Trier (* 1634)
- 14. Januar: Sophie Eleonore von Braunschweig-Wolfenbüttel-Bevern, welfische Prinzessin und Kanonissin im Stift Gandersheim (* 1674)
- 16. Januar: Joseph Vaz, indischer Ordenspriester und Missionar in Indien und Sri Lanka, Heiliger der katholischen Kirche (* 1651)
- 21. Januar: Friedrich Wilhelm Kettler, Herzog von Kurland und Semgallen (* 1692)
- 21. Januar: Augustin Terwesten, niederländischer Maler (* 1649)
- 22. Januar: Johann von Bacmeister, deutscher Rechtswissenschaftler und Reichshofrat  (* 1657)
- 24. Januar: Jean Bérain der Ältere, französischer Maler, Zeichner und Kupferstecher (* 1640)
- Januar: Guillijn Peter van der Zeepen, Hofmaler am ostfriesischen Hof
- 02. Februar: Wilhelm von Plettenberg, Landkomtur des Deutschen Ordens
- 03. Februar: Francesco Maria de’ Medici, italienischer Kardinal und Mäzen (* 1660)
- 05. Februar: Wolfgang von Schmettau, kurbrandenburgischer Minister und Gesandter (* 1648)
- 15. Februar: Marco Antonio Canevalle, italienischer Architekt und Baumeister (* 1652)
- 17. Februar: José de Vaquedano, spanischer Priester, Komponist und Kapellmeister (* um 1642)
- 20. Februar: Alexander Artschilowitsch Imeretinski, georgischer Fürst des Königreichs Imeretien (* 1674)
- 21. Februar: Joan van Hoorn, Generalgouverneur von Niederländisch-Ostindien (* 1653)
- 28. Februar: Giovanni Pietro della Torre, Prager Hofsteinmetzmeister und Bildhauer (* 1660)
- 02. März: Adam Herold, deutscher Pädagoge und evangelischer Theologe (* 1659)
- 03. März: Karl, Landgraf von Hessen-Wanfried (* 1649)
- 07. März: Hans Georg Asam, deutscher Maler (* 1649)
- 11. März: Karl Schweikard von Sickingen, Ritter des Deutschen Ordens
- 13. März: Nicolas Boileau, französischer Schriftsteller (* 1636)
- 14. März: Johann Friedrich Landsberger, deutscher Kaufmann (* 1649)
- 19. März: Josef Langer, deutsch-tschechischer Wissenschaftler der Piaristen, Mathematiker und Astronom (* 1650)
- 20. März: Gotthilf Treuer, deutscher Dichter und Poetiker (* 1632)
- 23. März: Bernhard Michael Mandl, Salzburger Bildhauer (* um 1660)
- 14. April: Ludwig von Frankreich, französischer Thronfolger, Sohn Ludwigs XIV. (* 1661)

Sarkophag Josephs I. in der Kapuzinergruft

- 17. April: Joseph I., Kaiser des Heiligen Römischen Reiches (* 1678)
- 24. April: Johann Werlhof, deutscher Rechtswissenschaftler (* 1660)

### Mai bis August
- 14. Mai: Beda Weller, Abt des Klosters Grafschaft (* 1656)
- 16. Mai: Narabayashi Chinzan, japanischer Dolmetscher und Arzt (* 1649)
- 27. Mai: Franz Alexander, Fürst von Nassau-Hadamar (* 1674)
- 27. Mai: Matthäus Gottfried Purmann, deutscher Chirurg und Autor (* 1648)
- 07. Juni: Andreas Ingolstetter, deutscher Kaufmann und Kirchenlieddichter (* 1633)
- 10. Juni: Heinrich X., Graf Reuß jüngere Linie, Stifter der Linie Reuß-Ebersdorf (* 1662)
- 10. Juni: Johannes Munnicks, niederländischer Mediziner (* 1652)
- 16. Juni: Maria Anna Amalia von Kurland, Prinzessin von Kurland und Landgräfin von Hessen-Kassel (* 1653)
- 24. Juni: Agnes Heinold, schwäbische Dichterin (* 1642)
- vor dem 28. Juni: Gerard de Lairesse, niederländischer Maler, Radierer und Mezzotintostecher (* 1640/41)
- 06. Juli: James Douglas, 2. Duke of Queensberry, schottischer Adeliger und Politiker (* 1672)
- 14. Juli: Johann Wilhelm Friso, Prinz von Oranien und Fürst von Nassau-Dietz (* 1687)
- 15. Juli: John Holles, 1. Duke of Newcastle, englischer Peer und Politiker (* 1662)
- 21. Juli: Avetik von Tokat, Patriarch des Armenischen Patriarchats Konstantinopel (* 1657)
- 01. August: Michael Wenzel Halbax, tschechisch-österreichischer Maler (* 1661)
- 02. August: Christoph Pfautz, deutscher Mathematiker, Astronom, Geograph und Bibliothekar (* 1645)
- 03. August: Tobias Holländer, Vogtherr, Ratsherr, Säckelmeister, Gesandter und Bürgermeister der Stadt Schaffhausen (* 1636)
- 21. August: Caspar Hopf, sächsischer Geigenbauer (* 1650)
- 22. August: Louis-François de Boufflers, französischer Feldherr und Marschall von Frankreich (* 1644)

### September bis Dezember
- 05. September: Elisabeth Sophie Chéron, französische Malerin, Kupferstecherin, Dichterin und Übersetzerin (* 1648)
- 20. September: Jakob Daniel Tepser, Bürgermeister von Wien (* 1653)
- 27. September: Christian Geist, deutscher Organist und Komponist (* um 1640)
- September: John Lawson, englischer Entdecker, Abenteurer und Schriftsteller (* 1674)
- 05. Oktober: Christian Friedrich Richter, deutscher evangelischer Pfarrer, Kirchenlieddichter und Arzt (* 1676)
- 15. Oktober: Saif ibn Sultan I., Imam von Oman
- 01. November: Christian Demelius, deutscher Komponist (* 1643)
- 18. November: Johann Sigmund von Kuenburg, Fürstbischof von Lavant und Fürstbischof von Chiemsee (* 1659)
- 20. November: Gerrit Roosen, Hamburger Kaufmann und Prediger der Mennonitengemeinde in Altona (* 1612)
- 19. Dezember: Đorđe Branković, siebenbürgischer Graf und Gesandter (* 1645)
- 19. Dezember: Philipp Wilhelm, Markgraf von Brandenburg-Schwedt und Statthalter von Magdeburg (* 1669)
- 19. Dezember: Christoph Vitzthum von Eckstädt, kursächsischer Kammerherr und Rittmeister (* 1633)
- 23. Dezember: Friedrich Matthias von Syberg, Herr zu Haus Kemnade und Gerichtsherr über Stiepel (* 1646)
- 26. Dezember: Çorlulu Ali Pascha, Großwesir des Osmanischen Reiches (* um 1670)
- Dezember: Johann Nicolaus Hanff, deutscher Organist und Komponist (* 1663)

### Genaues Todesdatum unbekannt
- Wladimir Wassiljewitsch Atlassow, russischer Kosake und Entdecker (* 1661)
- Mary Rowlandson, englische Siedlerin in Neuengland und Verfasserin einer captivity narrative über ihre Gefangenschaft bei den Narragansett (* um 1637)
- Peter Schenk der Ältere, deutscher Kupferstecher und Kartograph (* 1660)